# Anochetus sedilloti
Anochetus sedilloti é uma espécie de formiga do gênero Anochetus, pertencente à subfamília Ponerinae.